# Bestie senza una patria
Bestie senza una patria (in inglese Beasts of No Nation) è un romanzo di Uzodinma Iweala del 2005.
Il romanzo ha come tema i bambini soldato.

## Adattamenti
Nel 2015 viene realizzato un film Beasts of No Nation del regista Cary Fukunaga e con protagonista Abraham Attah.

## Edizioni
- Uzodinma Iweala, Beasts of No Nation, Harper Perennial, 2005
- Uzodinma Iweala, Bestie senza una patria, Giulio Einaudi Editore, 2006, ISBN 9788806175856